# 诺基亚7210 Classic
诺基亚 7210 Classic（诺基亚 7210c，内部代号为RM-436）是诺基亚于2008年7月发布的一款超薄直板手机，是摩登波普系列中的入门级机型。在欧美发行的同型手机是诺基亚 7210 Supernova。支持GSM 900/1800/1900。它拥有2百万像素摄像头，支持全速USB 2.0 ，蓝牙2.0，Flash Lite 3.0 和MIDP Java 2.1与额外的Java APIs。

## 软件
诺基亚7210c的软件平台是S40第五版，功能包1。与S40第三版相比，最明显的变化是支持Flash Lite 3.0以及基于Java™ MIDP 2.0的游戏和应用软件（MIDP 2.1），支持最大1MB的JAR文件。预装了移动QQ、移动搜索、维信、世界时钟等程序，欧美市场的7210 Supernova预装了不同的软件。预装游戏：贪食蛇 3D 版、数字九宫格以及海上清洁工。
自发布起，诺基亚发布了几次软件更新。最开始的4.86版，以及后来的5.20、5.60、6.50、7.23。由于4.86版手机配套的说明书中包含4.86版没有的菜单项导致许多顾客询问，在5.20版中添加了相关菜单。7.23版出现了明显的BUG，应用程序的快捷方式无法使用。
另外还包含简单的事务管理。包括日历、待办事项和备忘、秒表、闹钟、世界时钟和定时器（普通和间隔定时器）、计算器。

## 技术规格
- 机身尺寸为106毫米×45毫米×10.6毫米。不含电池时重量为69.8克。屏幕是2英寸QVGA（240 x 320像素）LCD， 26万色（18比特色深）。
- 支持连锁短信、MMS 1.3（高达300KB）、诺基亚Xpress音频信息（AMS），电子邮件功能支持IMAP4、POP3、SMTP协议。
- 支持通过CSD、EDGE Rel4 MSC32、GPRS MSC 32进行上网
- 通信频率是普通的三频—GSM/GPRS 900/1800/1900
- 连接功能：蓝牙2.0连接（A2DP, AVRCP, DUN, FTP, GAP, GAVDP, GOEP, HFP, HSP, OPP, PAN, SAP, SDAP, SPP）可以经蓝牙播放立体声音乐。USB接口位于机身顶部，支持全速Micro USB 2.0。
- 自带的浏览器支持WAP 2.0 和XHTML，固件更新到sw5.60版后改善了对网页内容编码的支持，unicode编码除了UTF8外也支持UCS-2、UTF-16。
- 拍照方面，200万像素相机。支持4倍数码变焦、连拍和纵向模式。
- 摄像得到的是3gp格式（H.263, MPEG-4）的文件，不支持MP4格式。176×144分辨率，每秒15帧，sw5.60版固件录制45分钟所得文件大小在42MB左右。
- 视频播放与回放支持3GP和MP4（H.264/AVC, MPEG-4）格式
- 可查看BMP、GIF87a、GIF89a、JPEG、PNG、WBMP格式的图像
- 支持播放Flash Lite 3.0格式的swf文件,并可作为屏幕保护
- 标配2.5mm耳机，音乐播放器支持MP3、Midi、AAC、AAC+、eAAC+、AMR-NB、AMR-WB、SP-MIDI和WMA文件格式，调频立体声收音机支持RDS功能。
- 内置单声道免提扬声器，可通过声控命令进行部分操作，还可录制语音备忘。
- 支持64和弦MP3、原音铃声和MIDI铃声
- 存储空间：内置30MB用户存储空间。2GB Micro SD卡，支持热插拔。
- 预装铃声、动画壁纸、屏幕保护图案和主题元素